# Брокгаусов и Ефронов енциклопедијски речник
Брокгаусов и Ефронов енциклопедијски речник (рус. Энциклопедический словарь Брокгауза и Ефрона) била је универзална енциклопедија на руском језику, коју је у Руској Империји објавило акционарско издавачко друштво „Ф. А. Брокгаус - И. А. Ефрон“ (Санкт Петербург) од 1890. до 1907. године. Публикација је објављена у две верзије - 41 тиража и 2 додатна (мањи део тиража) и у пола тома - 82 и 4 додатна. Полутоми имају двоструку нумерацију - на пример, полутомови 49 и 50 (бројеви на корчми) су нумерисани XXV и XXVa на насловним странама.
Првих 8 полутомова објављено је под уредништвом Ивана Андрејевског, а остало су уредили Константин Арсењев и Фјодор Петрушевски. Енциклопедија садржи 121.240 чланака, 7.800 илустрација и 235 карта.
Од 1899. до 1902. године енциклопедија била је објављена под именом Мали енциклопедијски речник Брокгауса и Ефрона (у 3 тома); 1907. до 1909. године изашло је њено друго издање у 4 тома.
Од 1911. до 1916. године било је објављено под именом Нови енциклопедијски речник. Објављено је 29 томова од планираних 48. Последњи чланак је био Ото.
Материјали енциклопедије су у јавном власништву.

## Историја
Власник једне од петербуршких штампарија Иља Ефрон је 1889. године на иницијативу Семјона Венгерова склопио уговор са немачком издавачком кућом Bibliographisches Institut & F. A. Brockhaus. У почетку су хтели да се ограниче на превод овог издања, али само на детаљнији приказ питања која се односе на Русију. Било је планирано да се изда од 16 до 18 томова.

Првих осам томова до слова В, објављених под општој редакцији професора Ивана Андрејевског, били су дослован превод са малом адаптацијом за руски читалаци. Ови томови су изазвали много претензије на квалитет превода. Генерално руководство издања је такође оставило много да се жели. Часопис „Северни гласник“ о издању је написао:
Има превише значајних недостатака. Премало труда, премало љубави и, што је најчудније, премало импресивне редакције, како књижевне тако и чисто науке!— (1890. бр. 4. - стр. 76-77)

После смрти професора И.Е.Иван Андрејевски, на челу редакције били су академичар Константин Арсењев и професор у Универзитету у Санкт Петербургу Фјодор Петеушевски, чиме је обележен нови период у историји енциклопедије. Почевши од деветог тома, преведени материјал је бољи, а чињенични и статистички материјал има много више. Посебна пажња посвећена је географским чланцима:
Руски градови су укључени апсолутно, уз додатак више градова, села и засеока који имају више од 3 хиљаде становника или из неког разлога заслужују пажњу.
Енциклопедијски речник је почео да излази у две варијанте. Прва варијанта, луксузнија и скупља, састојала се од 41 тома, друга варијанта, скромнијег дизајна, имала је 82 полутома. Поделивши своју скупу публикацију на полутома, фирма је учинила доступнијом широком кругу читалаца, захваљујући чему је тираж повећан на рекордних 130 хиљада примерака за то време.
У редакцију су били позвани многи истакнути научници и филозофи тог времена: Дмитриј Мендељејев, Владимир Соловјов, Семјон Венгеров, Андреј Бекетов, Александар Војејков и многи други. Од овог тренутка, енциклопедија почиње да се попуњава са оригиналним чланцима, а основна пажња се посвећује питањима везаним за историју, културу и географију Русије. Измештање преведених чланака оригиналним и појава нових аутора утицали су на саму природу издања: од тривијалне енциклопедије она се претворила у збирку најновијих достигнућа и открића у свим областима науке и технике.
Енциклопедијски речник је излазио од 1890. до 1904. године. Годишње је излазило 4 до 5 томова. Тираж је прилично осцилирао: од 12 хиљада примерака 1890. до 25 хиљада 1897. године. Полутомови 54 и 55, који садрже опширан свеобухватан опис Русије (1899), били су објављени су у тиражу од 35.000 примерака. Велики тираж у то време одредио је широку дистрибуцију речника на тржишту, упркос довољно високој цени.
До 1907. године била су објављена четири додатна полутома, а то је укључивало и све најважније ствари које су, из разних разлога, пропуштене у претходним томовима или су се појавиле након изласка енциклопедије. У 82. полутому завршава се Галерија портрета уредника и запослених у Енциклопедијском речнику, која се састоји од 300 фототипских портрета: од главног уредника до једноставног слагача.
У исто време, од 1899. до 1902. године, био је објављен Мали енциклопедијски речник Брокгауса и Ефрона у три тома; 1907. године до 1909. године било ке објављено његово друго издање у четири тома.
1911. године почео је да излази Нови енциклопедијски речник. Уредник је био под именом Константин Арсењев. Нови енциклопедијски речник је требало да обухвати исти опсег знања као старији енциклопедијски речник, али у компактнијој и савременијој обради. 1916. године због ратних тешкоћа Првог светског рата обустављено је било издавање речника на 29. тому од првобитно планираних 48 томова овог издања.
Национална библиотека Русије чува пробне копије 30. тома (Падалка—Пермска епархија; непотпуна, без почетка) и 31. тома (Пермски систем—Познањска велика кнежевина).